# Georg Decker (Maler)

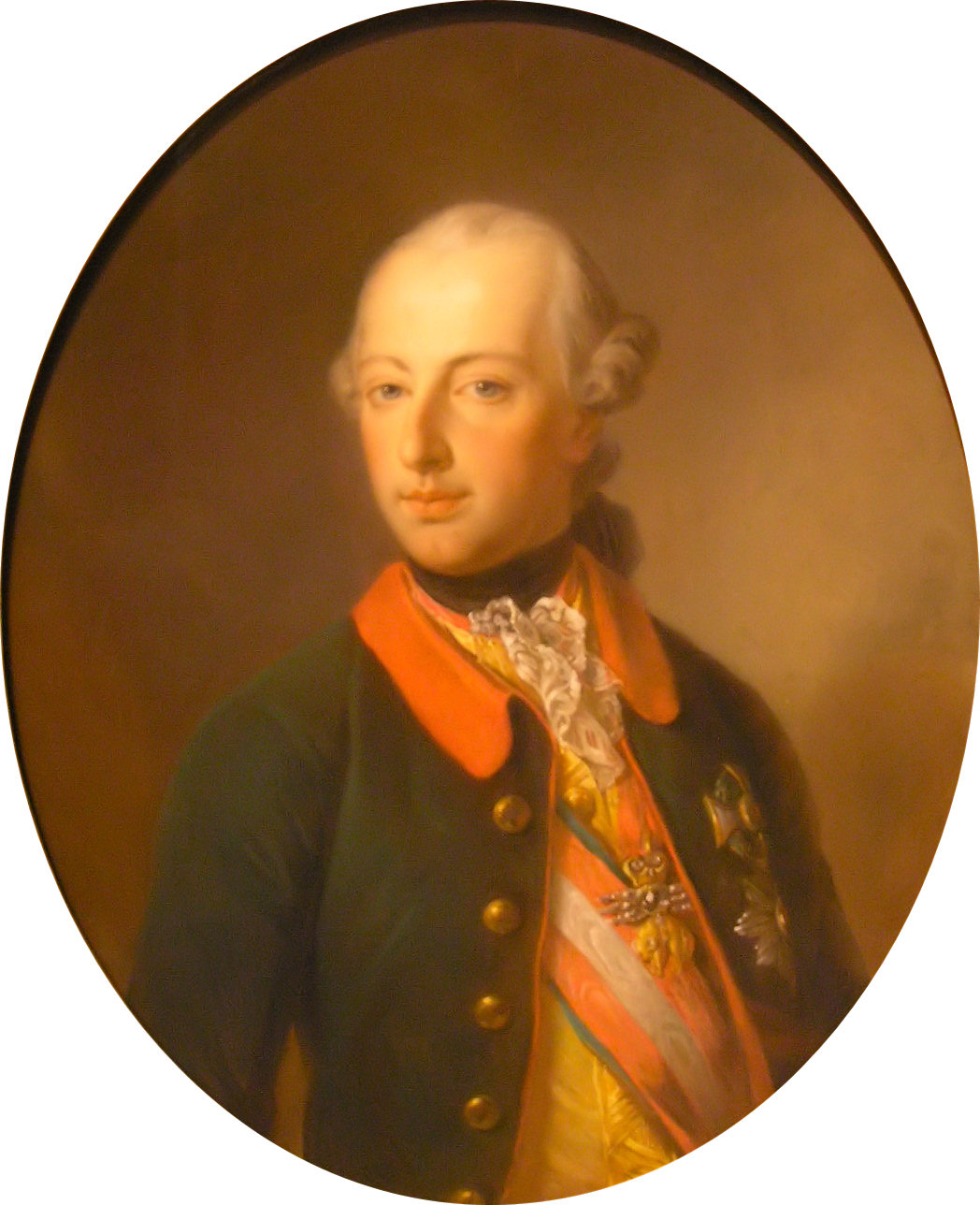
Porträt Kaiser Joseph II.

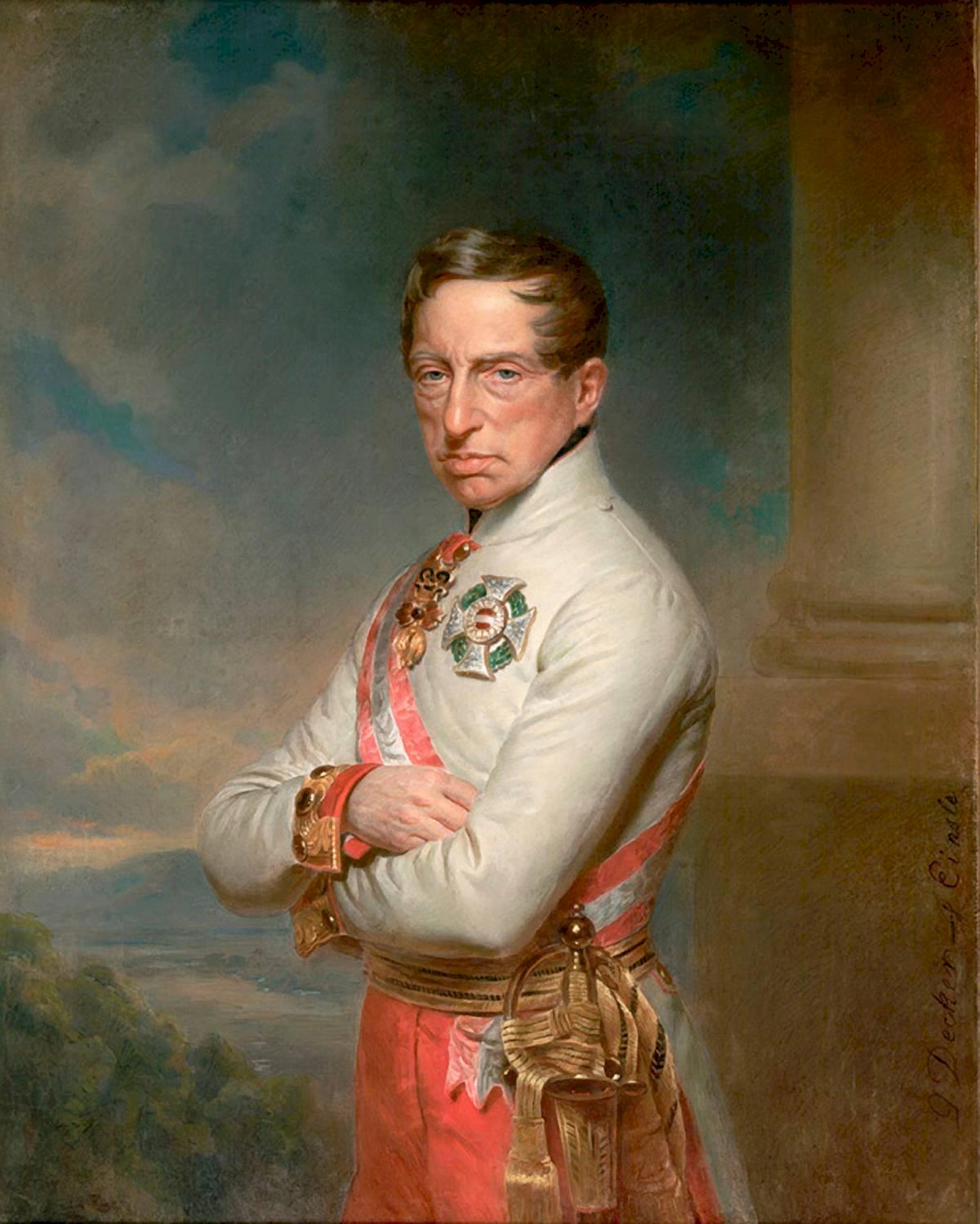
Porträt Erzherzog Karl, nach 1847 (nach Anton Einsle)

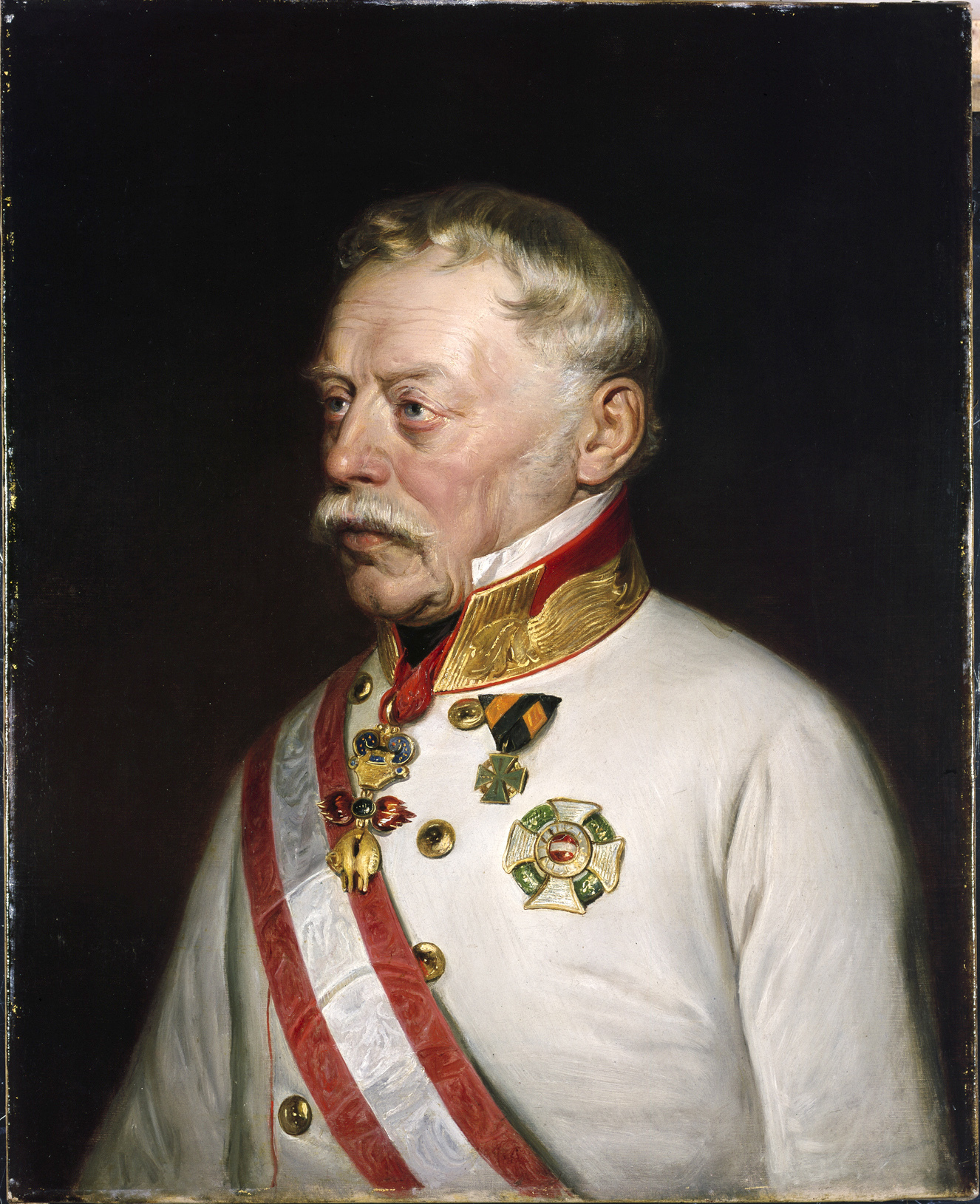
Porträt Feldmarschall Radetzky, um 1850

Georg Decker (* 7. Dezember 1818 in Pest; † 13. Februar 1894 in Wien) war ein österreichischer Maler und Lithograf.

## Leben
Georg Decker war der Sohn des Malers Johann Stephan Decker und Bruder der Maler Albert Decker und Gabriel Decker. Er kam 1821 zusammen mit seiner Familie nach Wien und war zunächst Schüler seines Vaters. Anfang der 1840er Jahre kann er dann als Student der Wiener Akademie nachgewiesen werden. Um 1860 leitete er eine private Malschule und war ab 1861 Mitglied des Künstlerhauses. Der Plan des Wiener Hofes, Decker eine Schule für Pastellmalerei einzurichten, kam nicht zustande.
Georg Decker war von 1851 bis 1860 in erster Ehe mit Ottilie von Sobek verheiratet, nach deren Tod heiratete er 1861 Josefine Helene von Lucam. Er wurde nach seinem Tode auf dem Wiener Zentralfriedhof bestattet. 1909 wurde die Deckergasse in Wien-Meidling dem Künstler zu Ehren benannt.

## Bedeutung
Georg Decker begann mit Aquarellporträts. Ab 1844 beschäftigte er sich mit Ölmalerei, ab 1850 mit Genre- und Historienmalerei. Nach einem Aufenthalt in Dresden wandte er sich der Pastellmalerei zu, die er neu belebte und damit große Erfolge erzielte.
Deckers Porträts sind von erstklassiger Qualität und weisen eine subtile, authentische und feinfühlige Malweise auf. Ein besonders schönes Beispiel dafür ist das Porträt des Admirals Wilhelm von Tegetthoff, welches nach der Seeschlacht bei Lissa 1866 entstanden ist und sich heute im Marinesaal des Heeresgeschichtlichen Museums befindet.

## Werke (Auswahl)
- Porträt Wilhelm von Tegetthoff, nach 1866, Pastell auf Karton 88 × 73 cm, Heeresgeschichtliches Museum, Wien
- Porträt Erzherzog Ferdinand Maximilian, um  1857, Pastell auf Karton 81,5 × 65,5 cm, Heeresgeschichtliches Museum, Wien
- Lottokollektur auf der Brandstätte, Aquarell, Wien Museum, Wien
- Porträt Feldmarschall Radetzky, Wien Museum, Wien
- Porträt Feldmarschall Radetzky, 1850, Öl auf Leinwand, Heeresgeschichtliches Museum, Wien[2]
- Porträt Erzherzog Karl von Österreich-Teschen (nach Anton Einsle), nach 1847, Öl auf Leinwand, Graphische Sammlung Albertina, Wien
- Porträt Kaiser Joseph II., Pastell, Graphische Sammlung Albertina, Wien
- Porträt Leopold von Rauch, Generalmajor der preußischen Armee, um 1842, Lithografie, Regionalmuseum Most (deutsch Brüx)